# Cerro Armazones
Le cerro Armazones est une montagne de la cordillère de la Costa située à approximativement 130 km au sud-est d'Antofagasta dans la région d'Antofagasta, dans le Nord du Chili et qui culmine à 3 064 mètres d'altitude. Du fait des conditions climatiques particulièrement favorables à l'observation astronomique, le sommet a été sélectionné en 2010 pour accueillir le Télescope géant européen, développé par l'Observatoire européen austral, qui sera à son inauguration le plus grand télescope optique du monde. Les travaux ont débuté en 2014 et l'observatoire devrait être inauguré en 2027.

## Climat
Le cerro Armazones est situé dans une région propice à l'astronomie optique, puisque la quasi-totalité de ses nuits (89 %) sont sans nuage. Le climat est sec avec des précipitations moyennes de 100 mm par an et une humidité relative moyenne de 15 %. Ces conditions permettent de bénéficier de 320 nuits claires par an. Le vent souffle essentiellement du nord et quasiment jamais de l'est et sa vitesse moyenne est de 7 m/s. La température de l'air est comprise entre -15 et +25 °C. La température nocturne moyenne est de 9 °C avec des variations saisonnières moyennes de +/-1,5 °C. La différence moyenne entre les températures de jour et de nuit est de 4 °C. De nuit, la température varie en moyenne de 0,3 °C par heure sur une période de 10 heures. 

## Astronomie

### Observatoires optiques existants
Sur un pic secondaire de la montagne se trouve l'observatoire Cerro Armazones au sein duquel se trouvent l'Hexapod-Telescope (HPT), un télescope Ritchey-Chrétien de 1,5 m de diamètre de l’Institut d’astronomie de l’Université de la Ruhr à Bochum (AIRUB) en Allemagne, ainsi que d'autres télescopes.

### Construction de l'Extremely Large Telescope (ELT)

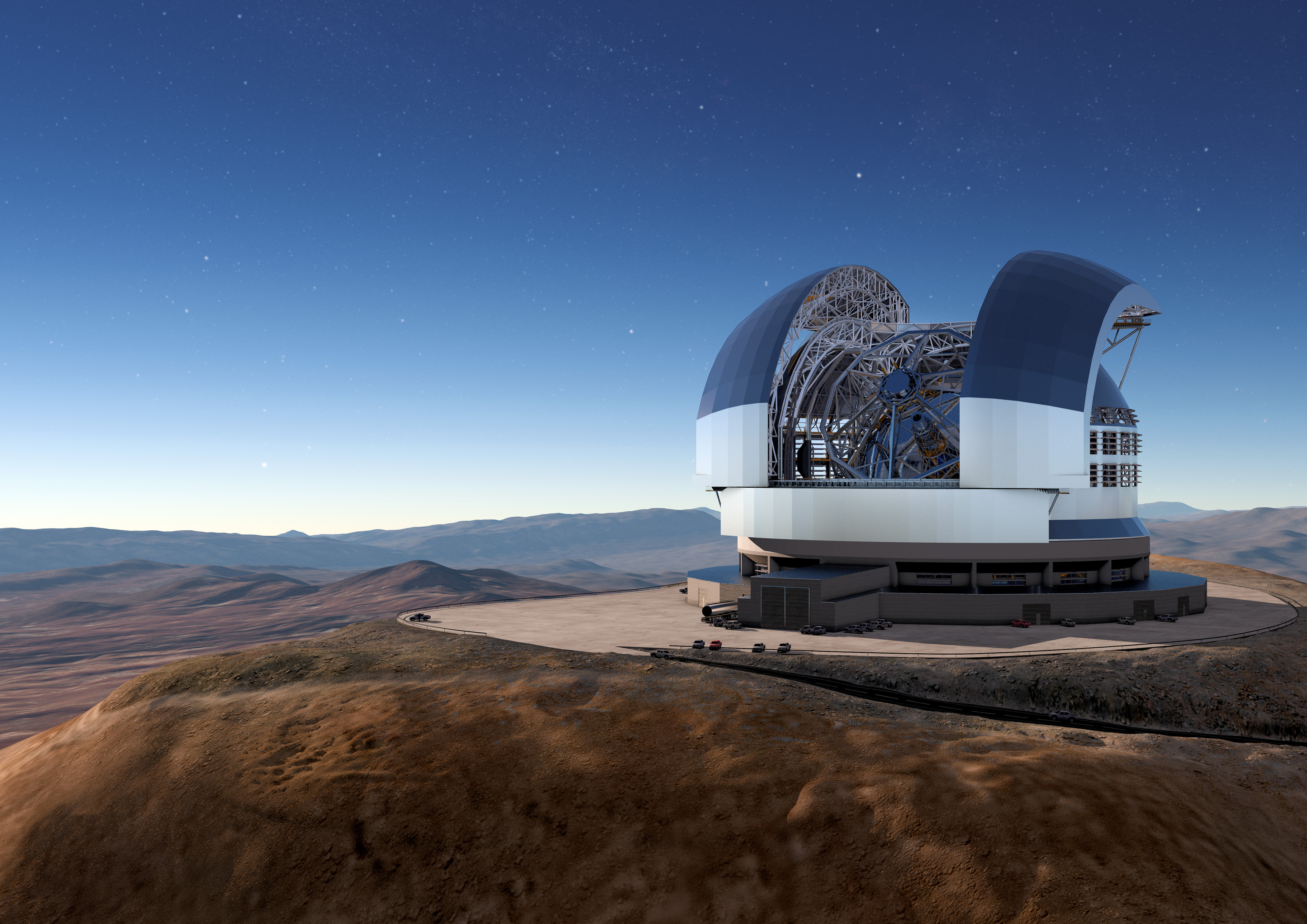
Le télescope ELT (vue d'artiste).

En mars 2010, le cerro Armazones est sélectionné comme emplacement pour le futur Télescope géant européen (ELT) développé par l'Observatoire européen austral. Parmi les raisons de sa sélection figurent les conditions climatiques particulièrement favorables à l'observation astronomique optique, l'altitude et l'épaisseur de la couche atmosphérique à traverser par le rayonnement lumineux et donc la quantité de vapeur d'eau présente, la faiblesse des turbulences atmosphériques, l'accessibilité du sommet et également la proximité (une vingtaine de kilomètres à vol d'oiseau) du cerro Paranal qui héberge déjà l'instrument phare de l'ESO, le VLT ce qui permet de mutualiser certains équipements. Le site retenu avait été préempté par le passé pour la construction de l'homologue américain de l'E-ELT, le Télescope de Trente Mètres, qui a finalement retenu une implantation sur le Mauna Kea dans l'archipel d'Hawaï. 
La construction par la société chilienne IFACAL de la route menant au sommet du cerro Armazones débute en mai 2014. Les travaux de nivellement du sommet dans le but de créer la plateforme de 150 mètres sur 300 mètres qui doit accueillir l'observatoire et ses annexes débutent en juin 2014. Au total 220 000 m3 de roches sont déplacées. En mai 2018 débute le coulage du béton des fondations des bâtiments. Les fondations en béton de l'ELT sont achevées début 2022. Le socle en béton du dôme est en voie d'achèvement fin 2022.

Construction du ELT au sommet du Cerro Armazones
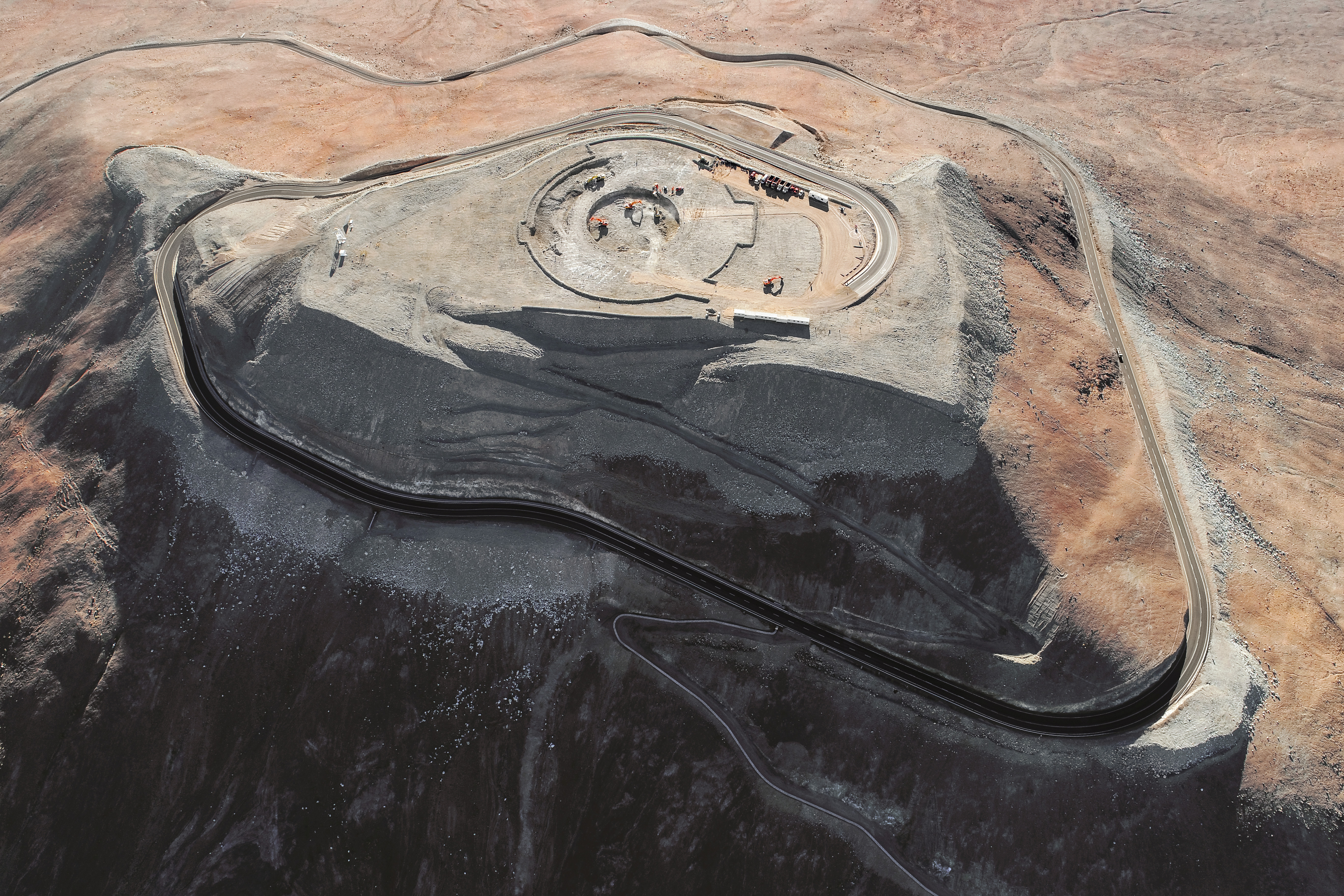
Construction des fondations de l'ELT en juillet 2018.
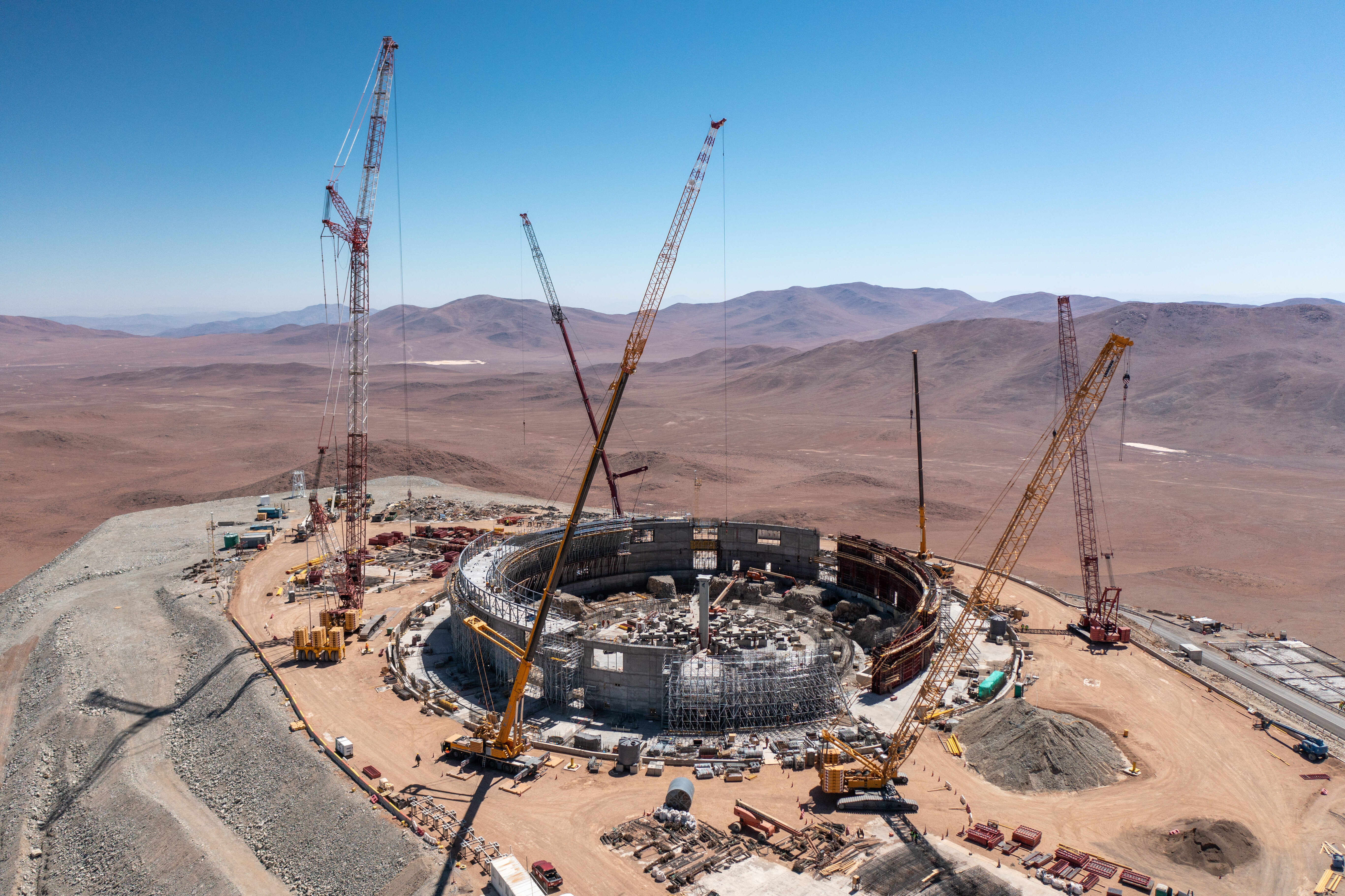
Le socle en béton sur lequel doit reposer le dome du télescope en voie d'achèvement en novembre 2022.